# Calostemma
Calostemma es un género de plantas herbáceas, perennes y bulbosas perteneciente a la familia Amaryllidaceae. El género comprende 2 especies nativas de Australia que habitan zonas áridas, brevemente inundables por las lluvias en el verano.

## Taxonomía
El género fue descrito por  Robert Brown y publicado en Prodromus Florae Novae Hollandiae 297. 1810.
Etimología
Calostemma: nombre genérico que deriva del griego: kalos =  "hermosa" y stemma = "corona": en alusión a la corona interior del perianto.

## Especies
- Calostemma abdicatum P.J.Lang (2008).
- Calostemma purpureum R.Br. 1810
- Calostemma luteum Sims 1819

## Nombres comunes
En Australia se las conoce como "lirio de Wilcannia" ("Wilcannia Lily") y en otros países como "campana de Australia" o "campana púrpura".